# TNA Genesis

Logo de TNA Genesis avant 2011

Logo de TNA Genesis après 2011

Genesis est un pay-per-view de catch organisé par la Total Nonstop Action Wrestling qui se déroule chaque année à la mi-janvier.

## Événement
| #  | Événement      | Date                            | Ville                       | Arène               | Main Event | Temps      |
| -- | -------------- | ------------------------------- | --------------------------- | ------------------- | --- | ---------- |
| 1  | Genesis (2005) | 13 novembre 2005                | Orlando, Floride            | Impact! Zone        | America's Most Wanted (Chris Harris et James Storm) et Jeff Jarrett vs. Rhino et Team 3D (Brother Ray et Brother Devon)        | 15:48      |
| 2  | Genesis (2006) | 19 novembre 2006                | Orlando, Floride            | Impact! Zone        | Kurt Angle vs. Samoa Joe | 13:35      |
| 3  | Genesis (2007) | 11 novembre 2007                | Orlando, Floride            | Impact! Zone        | Kurt Angle (c) et Kevin Nash vs. Booker T et Sting pour le TNA World Heavyweight Championship                                  | 13:41      |
| 4  | Genesis (2009) | 11 janvier 2009                 | Charlotte, Caroline du Nord | Bojangles' Coliseum | Mick Foley et The TNA Front Line (AJ Styles et Brother Devon) vs. Cute Kip et The Main Event Mafia (Booker T et Scott Steiner) | 14:02      |
| 5  | Genesis (2010) | 17 janvier 2010                 | Orlando, Floride            | Impact! Zone        | AJ Styles (c) vs. Kurt Angle pour le TNA World Heavyweight Championship                                                        | 28:48      |
| 6  | Genesis (2011) | 9 janvier 2011                  | Orlando, Floride            | Impact! Zone        | Jeff Hardy (c) vs. Mr. Anderson pour le TNA World Heavyweight Championship                                                     | 9:05       |
| 7  | Genesis (2012) | 8 janvier 2012                  | Orlando, Floride            | Impact! Zone        | Bobby Roode (c) vs. Jeff Hardy pour le TNA World Heavyweight Championship                                                      | 19:38      |
| 8  | Genesis (2013) | 13 janvier 2013                 | Orlando, Floride            | Impact! Zone        | Jeff Hardy (c) vs. Austin Aries vs. Bobby Roode pour le TNA World Heavyweight Championship                                     | 20:32      |
| 9  | Genesis (2014) | 16 janvier 2014 23 janvier 2014 | Huntsville, Alabama         | Von Braun Center    | 16 janvier : Ethan Carter III vs. Sting 23 janvier : Magnus (c) vs. Sting pour le TNA World Heavyweight Championship           | 5:05 13:27 |
| 10 | Genesis (2017) | 26 janvier 2017                 | Orlando, Floride            | Impact! Zone        | Eddie Edwards (c) vs. Lashley pour le TNA World Heavyweight Championship                                                       | 30:00      |
| 11 | Genesis (2018) | 25 janvier 2018                 | Ottawa, Ontario, Canada     | Aberdeen Pavilion   | Eli Drake (c) vs. Alberto El Patron vs. Johnny Impact pour le Impact Global Championship                                       | 14:37      |
| 12 | Genesis (2021) | 9 janvier 2021                  | Nashville, Tennessee        | Skyway Studios      | Moose vs. Willie Mack dans I Quit Match                                                                                        | 26:35      |

## Contexte
Les spectacles de la Total Nonstop Action Wrestling en paiement à la séance sont constitués de matchs aux résultats prédéterminés par les scénaristes de la TNA, justifiés par des rivalités ou qualifications survenues dans les émissions de la TNA telles que Impact et Xplosion.
Les scénarios ici présentés sont la version des faits telle qu'elle est présentée lors des émissions télévisées. Elle respectent donc le Kayfabe de la TNA.

## Historique

### 2005
Genesis 2005 s'est déroulé le 13 novembre 2005 au Universal Orlando Resort de Orlando, Floride. 
Ce PPV fut dédié à la mémoire d'Eddie Guerrero qui est décédé le même jour. Pendant le show, plusieurs catcheurs lui rendirent hommage en exécutant certaines de ses gestuelles et prises.
- Dark match : Shark Boy def. Nigel McGuinness (5:30)
  - Dutt a effectué le tombé sur McGuinness grâce à un petit paquet.
- Dark match : The Diamonds in the Rough (Simon Diamond, David Young et Elix Skipper) def. The Naturals (Chase Stevens et Andy Douglas) et Lance Hoyt (5:48)
  - Skipper a effectué le tombé sur Stevens après un Double Side Slam.
- Raven def. P.J. Polaco (5:45)
  - Raven a effectué le tombé sur Polaco après un Raven Effect DDT.
- 3Live Kru (Konnan, Ron Killings et B.G. James) def. Team Canada (Bobby Roode, Eric Young et A-1) avec Coach D'Amore dans un Hockey Stick Fight arbitré par Kip James (10:23)
  - Killings a effectué le tombé sur Young après avoir étalé deux crosses de hockey sur ses parties intimes et effectué un legdrop dessus.
- Monty Brown def. Jeff Hardy (8:43)
  - Brown a effectué le tombé sur Hardy après un Pounce et est devenu challenger numéro 1 au NWA World Heavyweight Championship.
- Christopher Daniels, Samoa Joe, Alex Shelley et Roderick Strong def. Chris Sabin, Matt Bentley (avec Traci), Sonjay Dutt et Austin Aries dans un Elimination match (23:15)
  - Aries a effectué le tombé sur Strong après un Brainbuster et un 450° splash. (12:02)
  - Daniels a effectué le tombé sur Aries grâce à un petit paquet. (12:23)
  - Shelley a fait abandonner Dutt avec la Border City Stretch. (15:13)
  - Bentley a effectué le tombé sur Shelley après un Superkick. (15:53)
  - Joe a fait abandonner Bentley avec la Coquina Clutch. (20:40)
  - Daniels a effectué le tombé sur Sabin après un Angel's Wings. (23:15)
  - Après le match, Samoa Joe a attaqué Daniels et lui a porté deux fois son Muscle Buster.
- Abyss (avec James Mitchell) def. Sabu dans No Disqualification match (10:48)
  - Abyss a effectué le tombé sur Sabu après un Black Hole Slam sur une chaise entourée de barbelé.
- A.J. Styles def. Petey Williams (avec A-1) pour conserver le TNA X Division Championship (18:20)
  - Styles a effectué le tombé sur Williams après un Styles Clash de la 3e corde.
- Rhino et Team 3D (Brother Ray et Brother Devon) def. Jeff Jarrett and America's Most Wanted (Chris Harris et James Storm) (avec Gail Kim) (15:48)
  - Devon a effectué le tombé sur Storm après un 3D.
  - Après le match Team Canada est venu pour attaquer Team 3D jusqu'à l'intervention de Christian Cage (qui avait fait ses débuts plus tôt dans le show en faisant une promo) qui porta un Unprettier sur Coach D'Amore. Cage a ensuite aidé Team 3D pour envoyer Jarrett à travers une table.

### 2006
Genesis 2006 s'est déroulé le 19 novembre 2006 au Universal Orlando Resort de Orlando, Floride. 
- Dark match : Robert Roode (avec Ms. Brooks) def. Eric Young (3:50)
  - Roode a effectué le tombé sur Young en s'aidant des cordes.
- Dark match : Eric Young def. Robert Roode (avec Ms. Brooks) (1:00)
  - Young a effectué le tombé sur Roode en s'aidant à son tour des cordes.
  - Ce rematch a été ordonné lorsque l'arbitre Rudy Charles appris que Roode avait triché dans le match précédent.
- The Voodoo Kin Mafia (B.G. James et Kip James) def. Kazarian, Maverick Matt et Johnny Devine (3:39)
  - Kip a effectué le tombé sur Devine après un Cobra Clutch Slam.
  - Kip utilisa le Pedigree sur Bentley pendant le match pour alimenter leur "guerre" contre la WWE.
- The Naturals (Andy Douglas et Chase Stevens) (avec Shane Douglas) def. Sonjay Dutt et Jay Lethal (avec Jerry Lynn) (8:30)
  - Stevens a effectué le tombé sur Dutt après une combinaison Sitout powerbomb / Missile dropkick.
- Christopher Daniels def. Chris Sabin pour conserver le TNA X Division Championship (13:29)
  - Daniels a effectué le tombé sur Sabin grâce à un roll-up.
- Ron Killings et Lance Hoyt def. The Paparazzi (Austin Starr et Alex Shelley) (avec Kevin Nash) (11:11)
  - Hoyt a effectué le tombé sur Shelley grâce à un petit paquet.
- Christian Cage def. A.J. Styles (15:56)
  - Cage a effectué le tombé sur Styles après avoir contré une tentative de Sunset Flip de Styles.
- The Latin American Exchange (Homicide et Hernandez) (avec Konnan) def. America's Most Wanted (Chris Harris and James Storm) (avec Gail Kim) pour conserver le NWA World Tag Team Championship (9:28)
  - Hernandez a effectué le tombé sur Storm après qu'Homicide a frappé Storm avec un réservoir à gaz.
  - Après le match, Jim Cornette est venu retirer le titre à LAX.
- Abyss (avec James Mitchell) def. Sting par disqualification pour remporter le NWA World Heavyweight Championship (15:30)
  - Sting fut disqualifié après avoir violenté l'arbitre Rudy Charles.
  - Sting a perdu le titre à cause de la règle de la TNA qui veut que le titre peut changer de mains sur disqualification.
- Kurt Angle def. Samoa Joe (13:42)
  - Angle a fait abandonner Joe avec le Ankle Lock.

### 2007
Genesis 2007 s'est déroulé le 11 novembre 2007 au Universal Orlando Resort de Orlando, Floride. 
Résultats :
- Abyss def. Black Reign dans un Shop of Horrors match (10:13)
  - Abyss a effectué le tombé sur Reign après un Black Hole Slam.
  - Après le match, Crimson Blood intervenait en s'en prenant à Abyss.
- The Motor City Machine Guns (Alex Shelley et Chris Sabin) def. Team 3D (Brother Ray et Brother Devon) (17:37)
  - Sabin a effectué le tombé sur Ray après un double Enzuigiri de Sabin et Shelley.
- Gail Kim def. Roxxi Laveaux, ODB, et Angel Williams pour conserver le TNA Women's World Championship (9:01)
  - Kim a effectué le tombé sur ODB après un corkscrew neckbreaker.
- Jay Lethal def. Sonjay Dutt pour conserver le TNA X Division Championship (12:01)
  - Lethal a effectué le tombé sur Dutt après un diving elbow drop.
  - Après le match, Team 3D se rammenaient et attaquaient les deux hommes avec des ceintures, leur portant le 3D et volant le titre de la X Division.
- Christian's Coalition (A.J. Styles et Tomko) def. The Steiner Brothers (Rick et Scott) pour conserver le TNA World Tag Team Championship (10:43)
  - Styles a effectué le tombé sur Rick après un coup dans les parties intimes et un coup de chaise.
- Samoa Joe def. Robert Roode (w/Ms. Brooks) (15:43)
  - Joe a effectué le tombé sur Roode après un Muscle Buster.
- Kaz def. Christian Cage dans un Ladder match pour remporter le Fight for the Right Tournament 2007 (15:13)
  - Kaz a décroché le porte-bloc pour s'assurer une chance au TNA World Heavyweight Championship.
- Kurt Angle et Kevin Nash def. Sting et Booker T (13:41)
  - Angle a effectué le tombé sur Sting après un Olympic Slam.
  - Pendant le match, A.J. Styles et Tomko sont intervenus en faveur d'Angle et Sharmell pour Booker et Sting.
  - Le TNA World Heavyweight Championship d'Angle était en jeu pendant le match.

### 2009
Genesis 2009 s'est déroulé le 11 janvier 2009 au Bojangles Coliseum de Charlotte (Caroline du Nord). 
| No. | Résultats | Stipulations | Time  |
| --- | --- | --- | ----- |
| 1   | Eric Young et The Latin American Xchange (Hernandez et Homicide) def. Jimmy Rave, Sonjay Dutt, et Kiyoshi                          | Six-man tag team elimination match | 13:43 |
| 2   | Alex Shelley def. Chris Sabin | Match simple pour le titre vacant de TNA X Division Championship                                                                                            | 16:38 |
| 3   | Shane Sewell def. Sheik Abdul Bashir                                                                                               | Match simple | 10:18 |
| 4   | Beer Money, Inc. (James Storm et Robert Roode) (et Jacqueline) def. Jay Lethal et Consequences Creed (c) et Matt Morgan et Abyss   | Three-way tag team match pour le TNA World Tag Team Championship                                                                                            | 15:19 |
| 5   | ODB*, Taylor Wilde et Roxxi def. The Kongtourage (Rhaka Khan, Raisha Saeed et Sojournor Bolt)                                      | Six-Knockout tag team match pour être challenger n°1 pour le titre de TNA Women's Knockout Championship ; * celle qui effectue le tombé sera challenger n°1 | 07:44 |
| 6   | Kurt Angle def. Jeff Jarrett | No Disqualification match | 21:59 |
| 7   | Sting (c) def. Rhino | Match simple pour le TNA World Heavyweight Championship | 08:18 |
| 8   | Mick Foley et The TNA Front Line (A.J. Styles et Brother Devon) def. Kip James et The Main Event Mafia (Booker T et Scott Steiner) | Six-man tag team hardcore match | 14:02 |

- - Après le combat, Awesome Kong vient attaquer O.D.B. et lui porte un Chokeslam.
  - Kip James remplace Kevin Nash à cause d'une infection à son coude.
  - Pas de vainqueurs entre Mick Foley & Brother Devon & AJ Styles et Booker T & Scott Steiner & Kip James à la suite d'un double décompte extérieur le match est recommencé.

## Sources et références
1. ↑  « TNA Genesis 2007 », TNAWrestling.com (consulté le 16 septembre 7)